# Kigali
Kigali és la capital de Ruanda i el centre econòmic i administratiu de l'estat. Té una població entorn del milió d'habitants (851.000 el 2005). El terme municipal, de 112 km², es correspon amb la província de Kigali, una de les cinc que conformen l'estat ruandès després de la reorganització administrativa de l'any 2006.
La ciutat s'estén sobre diversos turons (el principal dels quals, el mont Kigali, de 1.850 m d'altitud) i es divideix en quatre sectors ben diferenciats, corresponents a antics municipis: Nyarugenge, Kanombe, Mutamba i Butamwa. Dalt les carenes s'acostumen a trobar els edificis principals i les oficines governamentals, mentre que les classes pobres viuen a les valls.
Un dels puntals de l'economia de Kigali és l'estany provinent de les mines de cassiterita de la rodalia; a la dècada del 1980 se'n va construir una planta processadora a la ciutat. La vida econòmica de la ciutat està en creixement: s'aixequen nous edificis com la torre del BCDI i les oficines del Centenary House. Altres fonts que contribueixen al creixement de l'economia són els ingressos derivats del turisme i dels treballadors expatriats de les ONG que treballen a la regió.

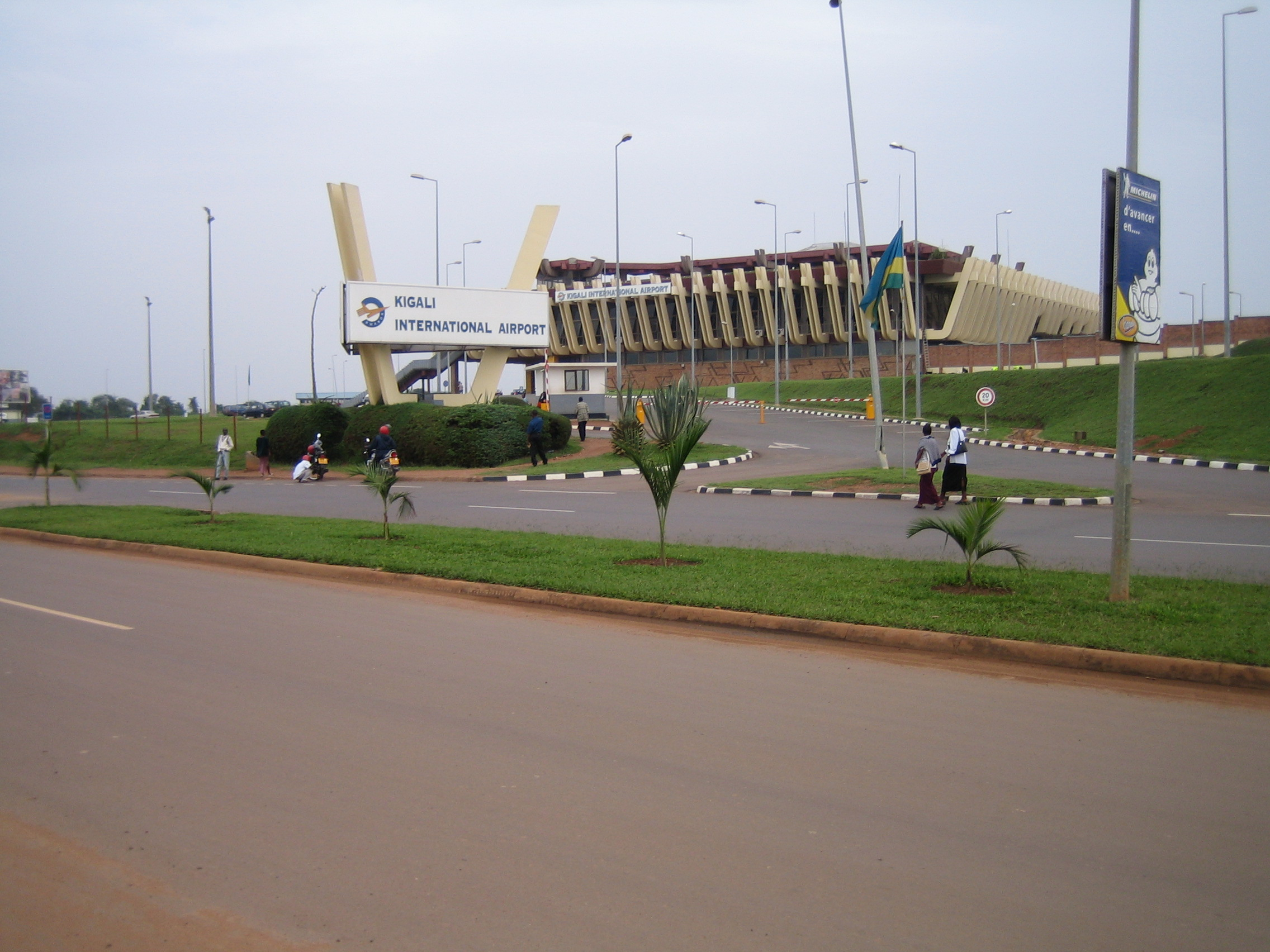
L'aeroport internacional de Kigali

Kigali és el centre de comunicacions per carretera de tot el país. Disposa d'un aeroport internacional, i se n'està construint un de nou a l'àrea de Nyamata, a uns 40 km de la ciutat.

## Història
Kigali fou fundada el 1907 durant la colonització alemanya per Richard Kandt, però no va esdevenir capital fins a la descolonització, el 1962. La capital tradicional havia estat la vila reial de Nyanza, residència del Mwami (el rei), mentre que el centre colonial es trobava a Butare, llavors anomenada Astrida. Butare havia de ser la capital de la nova Ruanda independent, però finalment es va triar Kigali per la seva posició geogràfica al centre de l'estat. A partir de llavors, la ciutat ha crescut molt ràpidament i a hores d'ara és el centre polític, econòmic i cultural de Rwanda.
A partir del 7 d'abril del 1994, Kigali fou un dels escenaris del genocidi ruandès: l'assassinat de vora un milió de tutsis i hutus moderats per part de la milícia hutu (interahamwe) i dels membres de l'exèrcit ruandès, i també hi van tenir lloc els combats entre l'exèrcit (essencialment d'ètnia hutu) i el Front Patriòtic Ruandès (dominat pels tutsis).
Després d'aquests enfrontaments, la ciutat s'ha desenvolupat amb rapidesa; s'hi han instal·lat un bon nombre de ruandesos, particularment els exiliats tutsis tornats al país. Des de llavors s'hi han construït molts edificis, i encara n'hi ha molts en construcció.

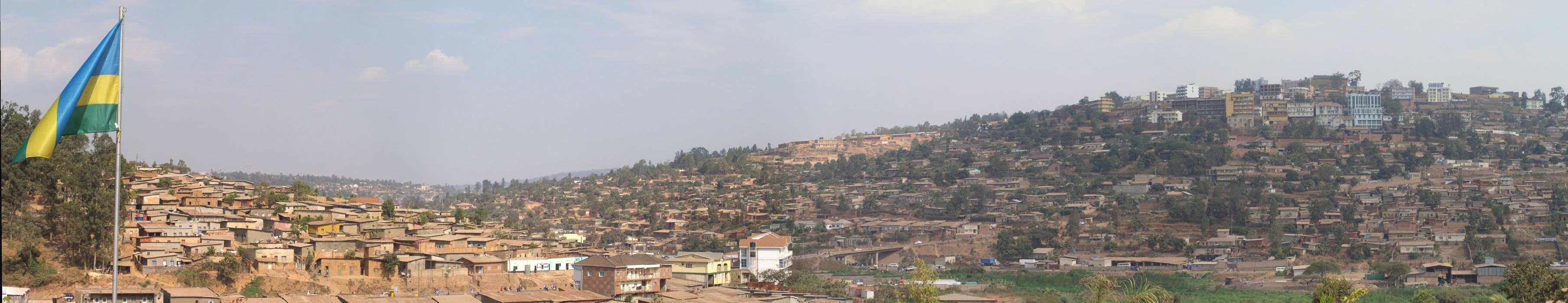
Vista del centre de Kigali

## Alcaldes
- Francois Karera, 1975-1990[1]
- Tharcisse Renzaho, 1990-1994
- Rose Kabuye, 1994-1997
- Protais Musoni, 1997-1999
- Marc Kabandana, 1999-2001
- Theoneste Mutsindashyaka, 2001-2006
- Aisa Kirabo Kacyira, 2006-2011
- Fidèle Ndayisaba, 2011-2016[2]
- Monique Mukaruliza, 2016[3][4]
- Pascal Nyamulinda, 2017–present[5]